# Reuben Rogers

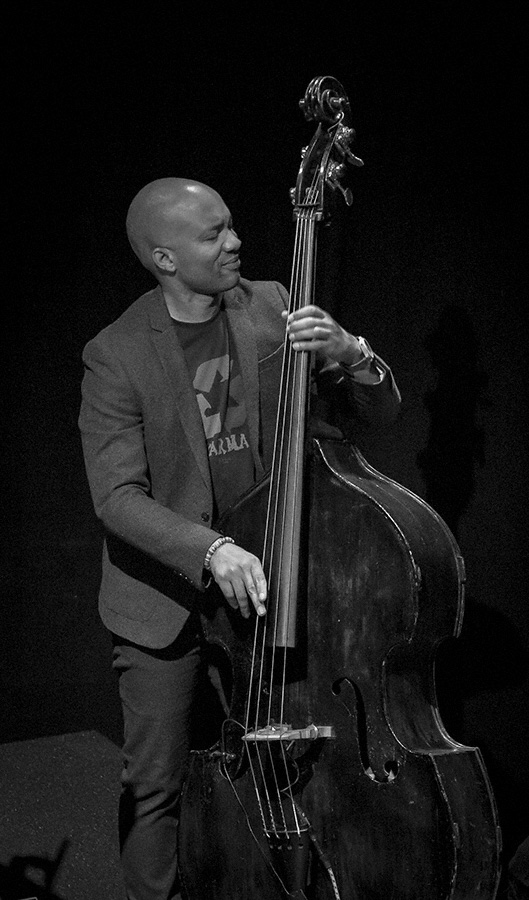
Reuben Rogers (2016)

Reuben Renwick Rogers (* 15. November 1974 in Saint Thomas) ist ein amerikanischer Jazzmusiker (Kontrabass, Bassgitarre, auch Komposition).

## Leben und Wirken
Rogers wurde von seinen Eltern unterstützt, seine musikalischen Fähigkeiten zu entwickeln. Er lernte zunächst Klarinette, spielte dann Klavier, Schlagzeug und Gitarre, bevor er mit 14 Jahren den Bass entdeckte. Bereits während der Schulzeit spielte er mit Ron Blake und Dion Parson. Rogers erhielt Auszeichnungen und Stipendien vom St. Thomas Arts Council und anderen Institutionen, die es ihm erlaubten, Sommerschulen im Interlochen Arts Camp in Michigan und im Berklee College of Music zu absolvieren. Er erhielt schließlich ein Stipendium, um in Boston zu studieren und absolvierte 1997 sein Bachelorstudium im Berklee College.
Bereits mit 17 Jahren tourte er mit dem Trio von Marcus Roberts. Dann arbeitete er mit Wynton Marsalis, Roy Hargrove, Joshua Redman, Nicholas Payton, Mulgrew Miller, Jackie McLean und Dianne Reeves, mit denen er auch international auf Tournee ging. Seit 2007 gehört er zum New Quartet von Charles Lloyd, seit 2012 auch zum New York Quartet von Tomasz Stańko. Zwischen 1994 und 2023 war er an 143 Aufnahmen im Bereich des Jazz beteiligt, auch mit Laurent Coq und Teodross Avery. Zusammen mit Clarence Penn bildete der Kontrabassist die Rhythmusgruppe des Denis Gäbel Quartetts bei dessen Deutschlandtour 2019. 2022 war er unter anderem in Deutschland auf Tour mit Dianne Reeves. Zu hören ist er auch auf Ron Blakes Album Mistaken Identity (2023) und auf John Ellis’ Heroes (2025).

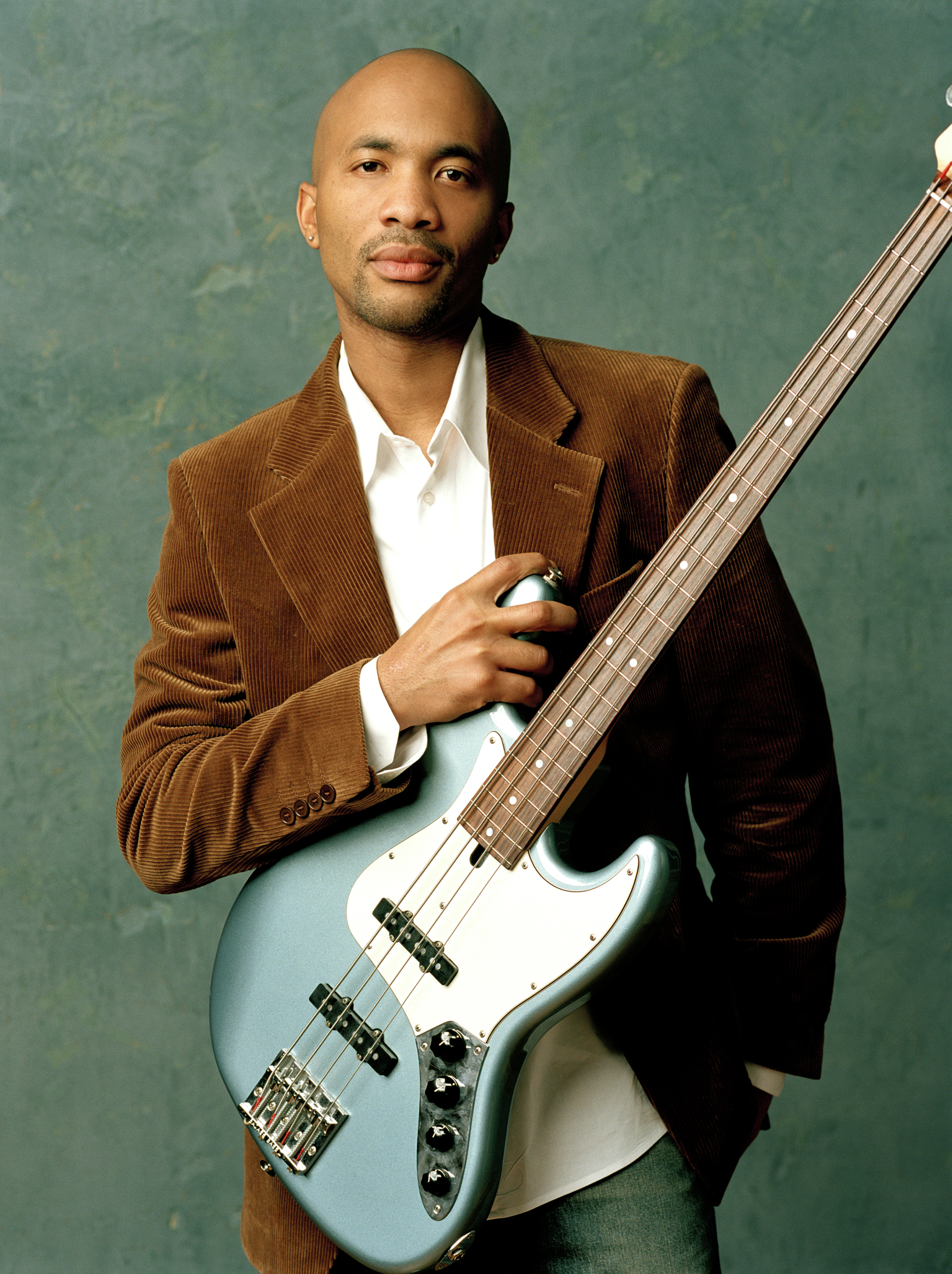
Reuben Rogers (2006)

## Diskographische Hinweise
- The Things I Am (2006, mit Aaron Goldberg, Gregory Hutchinson sowie Ron Blake, Joshua Redman, Nicholas Payton, Kahlil Kwame Bell, Adam Cruz, David Gilmore, Mark Whitfield).[5]
- Josua Redman Quartet: Come What May (Nonesuch, 2019)
- Kendrick Scott: Corridors (Blue Note, 2023)